# Cardiff & Met Hockey Club
Der Cardiff & Met Hockey Club (2008–2011 Cardiff & UWIC Hockey Club) ist ein traditionsreicher Hockeyclub in der walisischen Hauptstadt Cardiff. Der Verein entstand in seiner heutigen Form durch die Fusion des Cardiff HC und des UWIC HC 2008. Der in schwarzen Hosen und hellblauen Trikots spielende Club unterhält sieben Herrenmannschaften und zwei Damenteams. Das Herrenteam ist neben dem Lokalrivalen Whitchurch, eins von zwei walisischen Mannschaften, die im englischen Ligasystem eingegliedert sind. Sie spielen in der zweitklassigen Conference West. Gleichzeitig wird aber auch an Wettbewerben in Wales teilgenommen. So vertritt der Verein Wales 2013 bei der EuroHockey Club Trophy.
Roath Hockey Club wurde im November 1896 als einer der ersten Hockeyclubs in Cardiff gegründet. Nach wenigen Monaten wurde der Namen in Cardiff Hockey Club geändert. Der Verein etablierte sich schnell in Südwales als schlagkräftiger Club. 1898 konnte eine zweite Mannschaft gebildet werden. 1901 wurde mit G. Howell der erste Spieler vom Cardiff HC in einer langen Reihe von Vielen für die walisische Nationalmannschaft berufen. Der Verein verließ bald Roath Park und spielte auf den Llandaff Fields oder den Whitchurch Polo Fields. 1904 blieb das erste Herrenteam in Wales ungeschlagen. Bert Turnbull war der erste CHCer, der bei den olympischen Spielen teilnahm. Bei den Spielen 1908 in London hütete er für Wales das Tor.

Herrenteam 1905

Der Club musste 1926 wieder den Platz wechseln und wurde Teil des Kingsholm Recreation Club in Rhiwbina im Norden von Cardiff. Zumindest konnte man die blau und rot gestreiften Trikotfarben weiterbenutzen. Zum Beginn des Zweiten Weltkrieges gab es zwei Herren und eine Damenmannschaft. Eine parallele Entwicklung setzte 1920 ein als der Damenhockeyclub Cardiff United gegründet wurde, welcher sich mehr schlecht als recht bis 1927 durchschlug. Da wurde er Teil des Cardiff Athletic Club und startete unter dem Namen Cardiff Athletic Ladies HC. Nach dem Zweiten Weltkrieg beschloss der Cardiff Athletic Club Herrenhockey in sein Programm aufzunehmen, und der Cardiff HC verließ Kingsholm und spielt seitdem unter dem Dach des Athletic Club, während die Damensektion bei Kingsholm verblieb. Auch die Cardiff Athletic Ladies konnten nach dem Zweiten Weltkrieg nicht reaktiviert werden, erst 1985 trat wieder ein Damenteam für den Club an. Über die Jahre wuchs der Verein unaufhörlich, bereits 1946 gründete sich eine zweite Mannschaft, 1951 dann auch als erste eines walisischen Clubs eine dritte Mannschaft. Es folgten die Mannschaften vier, fünf und sechs in den Jahren 1957, 1974 und 1976.
Seit der Einführung von Wettbewerbsspielen 1965 hat der Club neunmal den walisischen Pokal, den Süd-Wales-Cup sechsmal, den Walisischen Schild einmal gewonnen. Außerdem wurde er siebenmal Meister der Premier Division of the South Wales League. In der Halle ist der Verein 14-facher Pokalsieger.

## University of Wales Institute Cardiff (UWIC)
Seit der Fusion vom Cardiff Hockey Club mit dem University of Wales Institute Cardiff (UWIC), ist der Club sehr stark durch die sieben Herrenteams von Studenten geprägt. Neben den Clubspielen am Wochenende stehen mittwochs die Partien für die Universität im Rahmen der British Universities and College Sport (BUCS) an. UWIC Hockey unterhält zwei Herren- und drei Damenteams, die ihre Spiele am Cyncoed Campus austragen. Dabei ist das erste Herrenteam nach mehreren Aufstiegen bis in die Premier South League vorgedrungen.

## Erfolge
(seit 2001)
Herren
- Euro Hockey Trophy: 2015
- Euro Hockey Challenge I: 2009, 2012
- EuroHockey Club Champions Challenge: 2006
- Welsh Premiership / EuroHockey Qualifying Tournament: 2002, 2004, 2005, 2006, 2007, 2009, 2011
- Welsh Cup: 2002, 2007, 2011
- Welsh Shield: 2003
- 2nd Xl Cup: 2007, 2009, 2011
- Walisischer Hallenmeister: 2012

Damen
- Welsh Cup: 2003
- Welsh Plate: 2005
- 2nd Xl Cup: 2007

## Weblink
- Offizielle Vereinsseite des Vereins

Koordinaten: 51° 29′ 11″ N, 3° 11′ 34″ W